# Nuoto ai XVII Giochi del Mediterraneo - 200 metri misti femminili
Le gare di nuoto nella categoria 200 metri misti femminile si sono tenute il 21 giugno 2013 al Yeni Olimpik Yüzme Havuzu di Mersin.

## Calendario
Fuso orario EET (UTC+3).
| Data      | Ora   | Turno    |
| --------- | ----- | -------- |
| 21 giugno | 10:00 | Batterie |
| 21 giugno | 18:32 | Finale   |

## Risultati
Le 12 atlete vengono inquadrate in due batterie da 6 nuotatrici ciascuna. Si qualificano alla finale i primi otto tempi.

### Batterie
| Pos. | Nome                   | Nazione  | Tempo   | Batt. | Corsia | Note |
| ---- | ---------------------- | -------- | ------- | ----- | ------ | ---- |
| 1    | Anja Klinar            | Slovenia | 2'17"70 | 1     | 4      | Q    |
| 2    | Catalina Corro Lorente | Spagna   | 2'18"72 | 2     | 3      | Q    |
| 3    | Stefania Pirozzi       | Italia   | 2'18"93 | 2     | 4      | Q    |
| 4    | Fantine Lesaffre       | Francia  | 2'19"06 | 1     | 5      | Q    |
| 4    | Carlotta Toni          | Italia   | 2'19"06 | 2     | 5      | Q    |
| 6    | Sarra Lajnef           | Tunisia  | 2'19"73 | 2     | 6      | Q    |
| 7    | Gizem Bozkurt          | Turchia  | 2'21"03 | 1     | 6      | Q    |
| 8    | Konstantina Papailia   | Grecia   | 2'21"34 | 2     | 2      | Q    |
| 9    | Melisa Akarsu          | Turchia  | 2'21"40 | 2     | 7      |      |
| 10   | Souad Cherouati        | Algeria  | 2'23"66 | 1     | 7      |      |
| 11   | Tanja Šmid             | Slovenia | 2'25"69 | 1     | 3      |      |
| 12   | Afroditi Giareni       | Grecia   | -       | 1     | 2      | DNS  |

### Finale
| Pos. | Atleta                 | Nazionalità | Tempo   | Corsia |
| ---- | ---------------------- | ----------- | ------- | ------ |
|      | Anja Klinar            | Slovenia    | 2'14"40 | 4      |
|      | Stefania Pirozzi       | Italia      | 2'16"12 | 3      |
|      | Carlotta Toni          | Italia      | 2'16"24 | 6      |
| 4    | Gizem Bozkurt          | Turchia     | 2'17"08 | 1      |
| 5    | Fantine Lesaffre       | Francia     | 2'17"27 | 2      |
| 6    | Catalina Corro Lorente | Spagna      | 2'17"68 | 5      |
| 7    | Konstantina Papailia   | Grecia      | 2'20"12 | 8      |
| 8    | Sarra Lajnef           | Tunisia     | 2'20"70 | 7      |